# Juliette Ernst
Juliette Ernst (ur. 12 stycznia 1900 w Algierze, zm. 28 marca 2001 w Lutry) – szwajcarska filolożka klasyczna i bibliografka, redaktorka naczelna "L’Année philologique" - rocznika poświęconego bibliografii prac na temat starożytności.

## Życiorys
Juliette Ernst studiowała filologię klasyczną na uniwersytetach w Lozannie, Genewie i Paryżu. W tym ostatnim spotkała Julesa Marouzeau, a w 1928 dołączyła do redakcji jego rocznika L’Année philologique. Należała do redakcji do 1990, a od 1964 była redaktorką naczelną
W latach 1942–1948 wykładała język francuski na uniwersytecie w Bazylei.
W latach 1947–1948, Juliette Ernst odegrała kluczową rolę w utworzeniu Fédération Internationale des Associations d’Études Classiques (FIEC), które oficjalnie założono 28/29 września 1948. Początkowo pełniła funkcję zastępcy sekretarza generalnego Fédération, a od 1954 do 1974 funkcję sekretarza generalnego.
W 1939 Juliette Ernst została doktorem honoris causa swojej alma mater w Lozannie.